# Колам

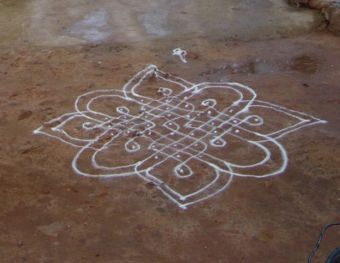
Колам перед тамільським будинком.

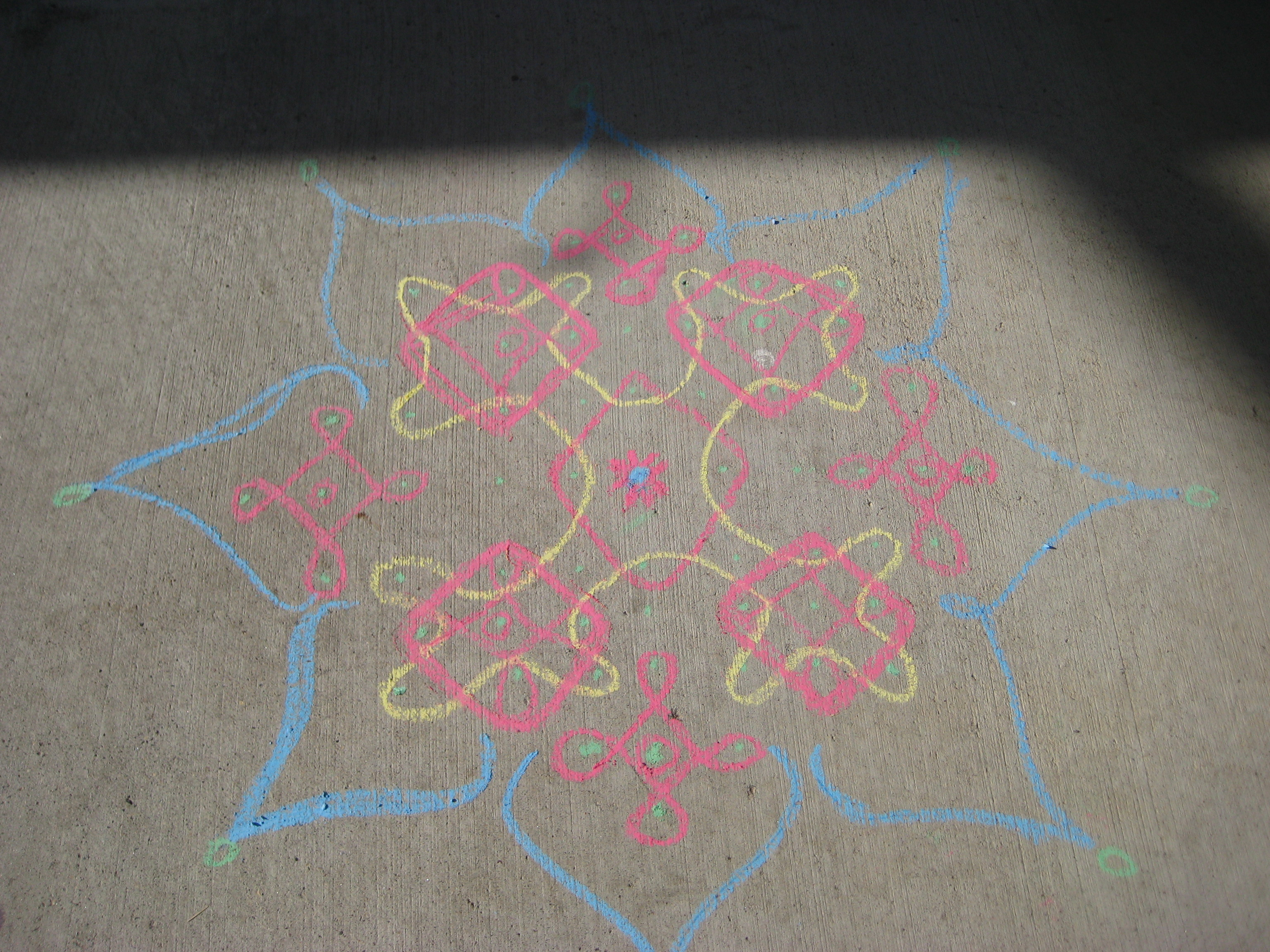
Колам в Америці, намальований крейдою

Колам (там. கோலம், тел. muggu) — симетричний орнамент, який щоранку виконують деякі жінки у південній Індії перед тим, як увійти до дому.  
Згідно з давнім звичаєм, після ранкового прибирання дому жінки висипають зовні перед дверима будинку грубо помеленим рисовим борошном традиційні малюнки, що мають охороняти мешканців дому та приносити порозуміння. Борошно є також своєрідною пожертвою для дрібних створінь (мурах, птахів). Ці орнаменти поволі зникають протягом дня, розвіяні вітром, але наступного ранку їх ретельно відновлюють.  
Існує давня інтерпретація, що колам — це зображення лабіринту, в якому злі духи знаходять ув'язнення й не можуть потрапити до дому. Колам є символом поєднання початку й кінця. 